# Haus Dellwig

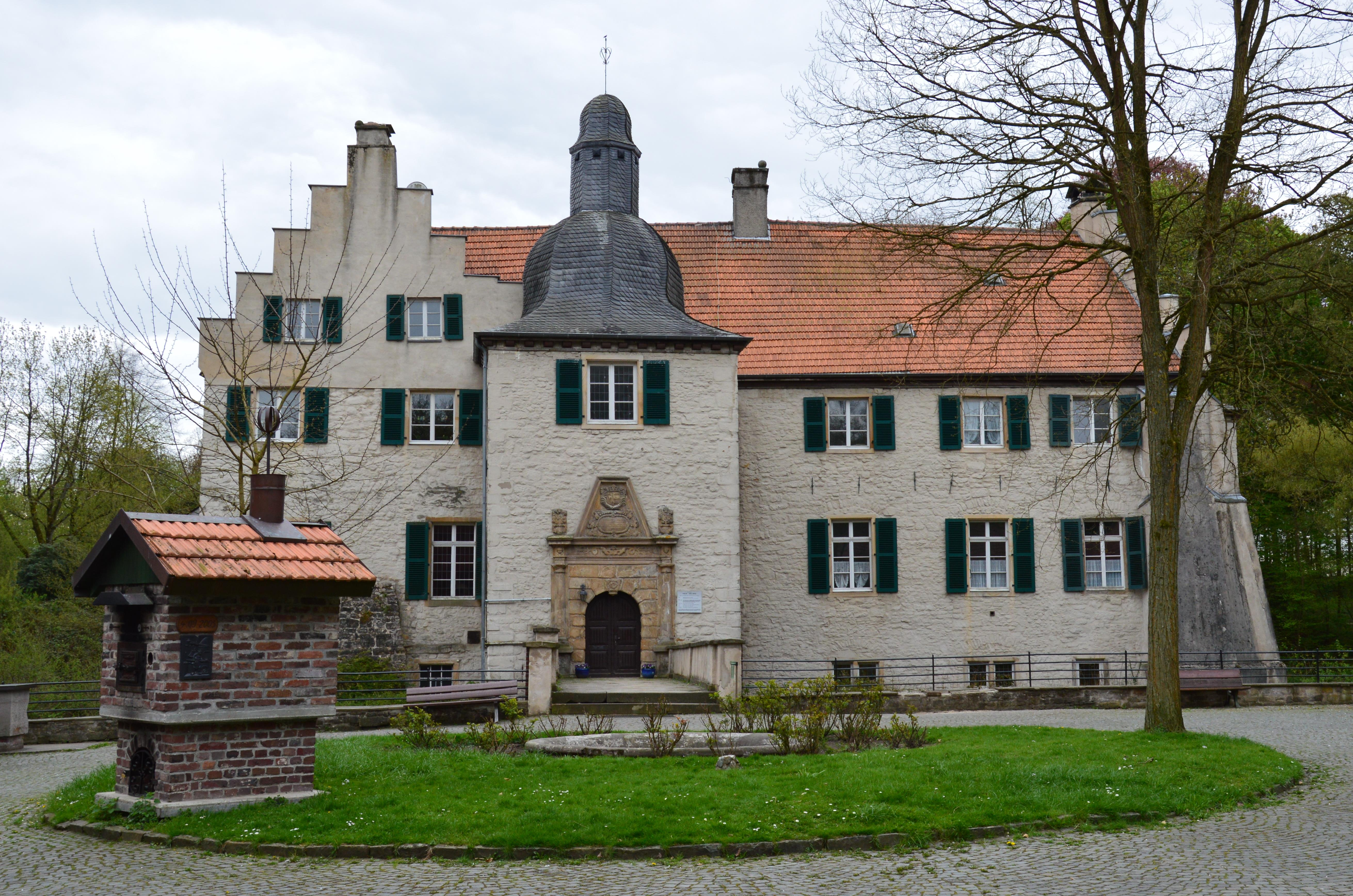
Haus Dellwig, Ansicht von Norden

Das Haus Dellwig ist ein Wasserschloss im Dortmunder Stadtbezirk Lütgendortmund. Es wurde von der Familie von Dellwig erbaut und war bis 1727 ihr Stammsitz. Danach war die Anlage im Besitz verschiedener Adelsfamilien und der Gelsenkirchener Bergwerks-AG, ehe die Gebäude 1978 von der Stadt Dortmund gekauft wurden. Nach dem Haus Bodelschwingh ist Haus Dellwig das größte und bedeutendste Wasserschloss in Dortmund und steht seit 1997 als Baudenkmal unter Denkmalschutz.

## Beschreibung

Lageplan

### Lage
Das Schloss steht in der Gemarkung Dellwig im Süden des heutigen Stadtteils Westrich nahe der Grenze zum Stadtteil Lütgendortmund. In der hügeligen Moränenlandschaft im Dellwiger Bachtal gelegen, ist die Anlage vom Naturschutzgebiet Dellwiger Bach umgeben und befindet sich in unmittelbarer Nähe zum LWL-Industriemuseum Zeche Zollern II/IV. Sie ist über die Anschlussstelle 40 (Dortmund-Lütgendortmund) der Autobahn A 40 zu erreichen.
Der umliegende Dellwiger Wald lädt zu Spaziergängen ein und ist ein beliebtes Ausflugsziel von Radfahrern. Dortmunder Sehenswürdigkeiten wie das Goldene Wunder von Kirchlinde in der Sankt-Josef-Kirche und das Westfälische Schulmuseum in Marten sind von dort bequem mit dem Fahrrad erreichbar.

### Gebäude
Haus Dellwig ist eine zweiteilige Anlage. Sie besteht aus einem Herrenhaus, das in einer teichartigen, über 80 Meter breiten Gräfte steht, und einer nördlich vorgelagerten Vorburg. Die Gebäude liegen inmitten einer mehr als elf Hektar großen Grünanlage, deren alter Baumbestand auf einen ehemaligen Englischen Landschaftsgarten zurückgeht. Dieser ist heutzutage jedoch nur noch sehr schwach in seiner einstigen Grundkonzeption zu erkennen. Früher war Haus Dellwig allseitig von einem viereckigen Wassergraben umgeben. Heute sind dessen Nord- und Westteil verfüllt, sodass die vom Dellwiger Bach gespeiste Gräfte eine Hakenform aufweist.

#### Vorburg

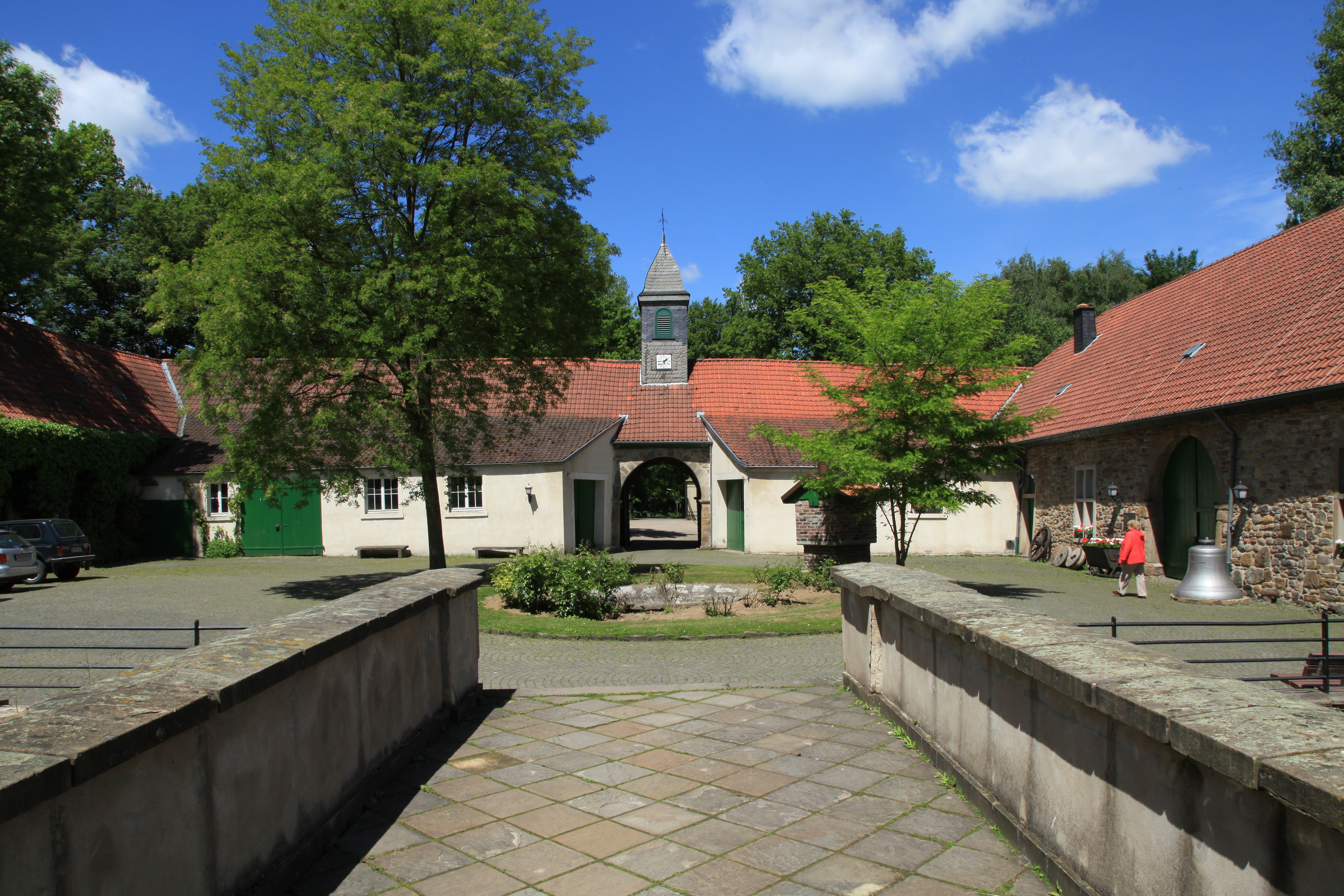
Vorburg

An der Nordseite der Anlage gewährt ein zweiflügeliges, schmiedeeisernes Gittertor Zugang zu Vorburg der Anlage. Das Tor wird von zwei eckigen Pfeilern mit wappenverzierten Aufsätzen flankiert. Daneben finden sich an beiden Seiten kleinere Fußgängertore aus Schmiedeeisen.
Die dreiflügelige Vorburg stammt vom Beginn des 18. Jahrhunderts und besitzt eine Hufeisenform, die sich nach Süden zum Herrenhaus öffnet. Ihr Mauerwerk aus Backstein ist von einem pfannengedeckten Satteldach abgeschlossen. In der Mitte des nördlichen Flügels befindet sich der Torbau mit rundbogiger Tordurchfahrt. Er wird von einem Dachreiter mit Glocke bekrönt.

#### Herrenhaus

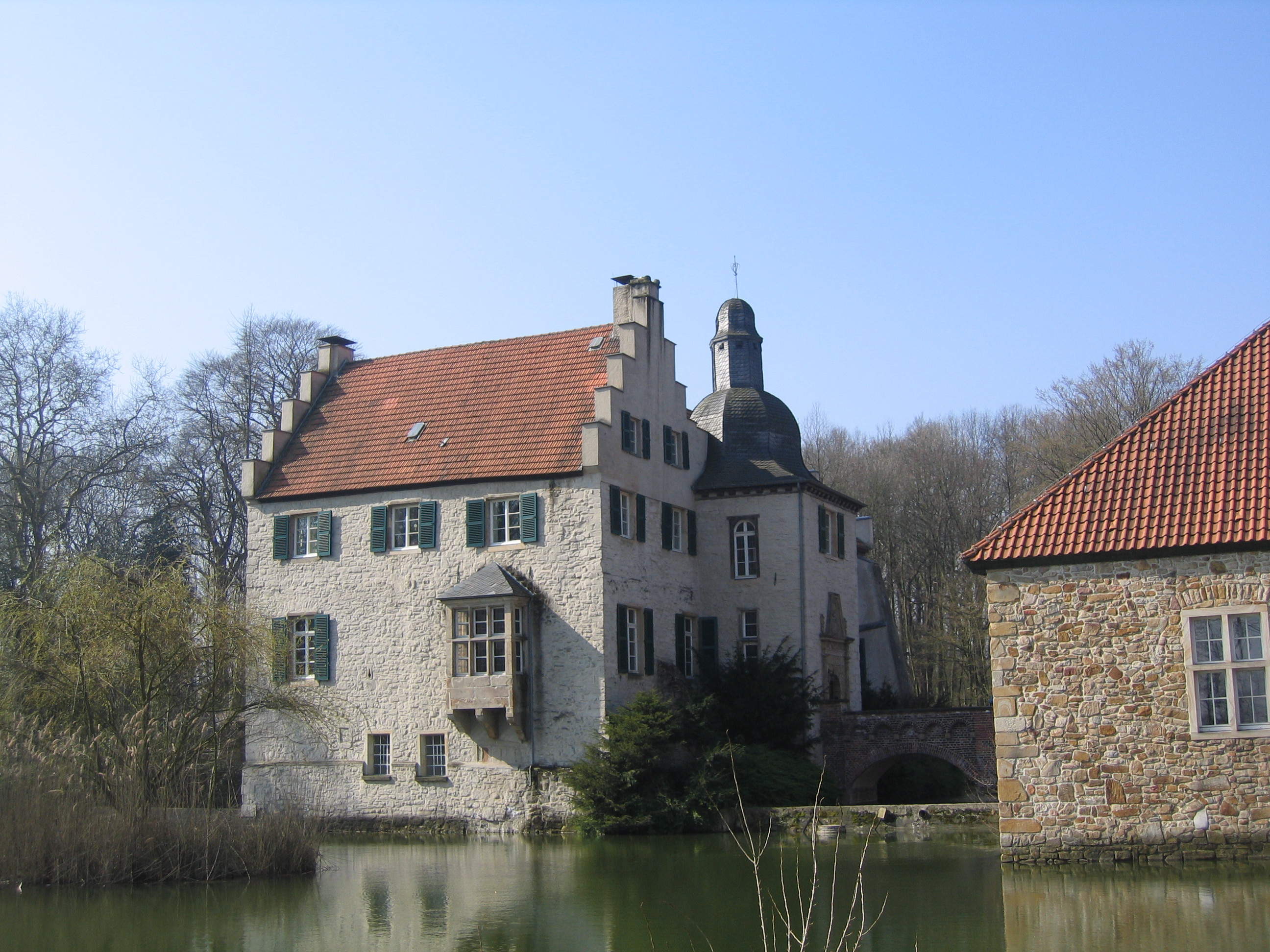
Herrenhaus, Nordost-Ansicht

Von der Vorburg führt eine dreibogige, aus Ziegelsteinen errichtete Bogenbrücke zum Herrenhaus der Anlage. Sie ersetzte im 19. Jahrhundert eine zuvor vorhandene Zugbrücke und führt geradewegs auf das Portal zu. Dieses liegt auf einer Achse mit der rundbogigen Tordurchfahrt der Vorburg und dem Gittertor an der Nordseite des Schlossareals. Die Achse wird durch eine in den Park führende Steinbrücke an der Südseite des Gebäudes verlängert.
Das Haupthaus aus Bruchsteinen besteht aus zwei Gebäudetrakten, die etwa rechtwinkelig aufeinanderstoßen und Treppengiebel besitzen. Die zwei Geschosse des weiß verputzten Gebäudes erheben sich auf einem hohen Kellergeschoss mit Schießscharten direkt aus dem Wasser der Gräfte. Im östlichen Flügel, der auch als Quertrakt bezeichnet wird, findet sich der bislang als älteste Bausubstanz identifizierte Teil. Es handelt sich dabei um ein Zweikammerhaus, das möglicherweise aus der ersten Hälfte des 14. Jahrhunderts stammt. Im Keller und Erdgeschoss besitzt es die typische Aufteilung in zwei Räume und hat im Vergleich zur übrigen Bausubstanz dickere Mauern. Im Kellerbereich des westlichen Längstrakts existieren aber zwei mächtige Pfeiler mit Kämpferplatten, die möglicherweise noch älter sind als das Zweikammerhaus. Sie unterteilen diesen Teil des Kellers in zwei Schiffe mit 6-jochigem Kreuzgratgewölbe.

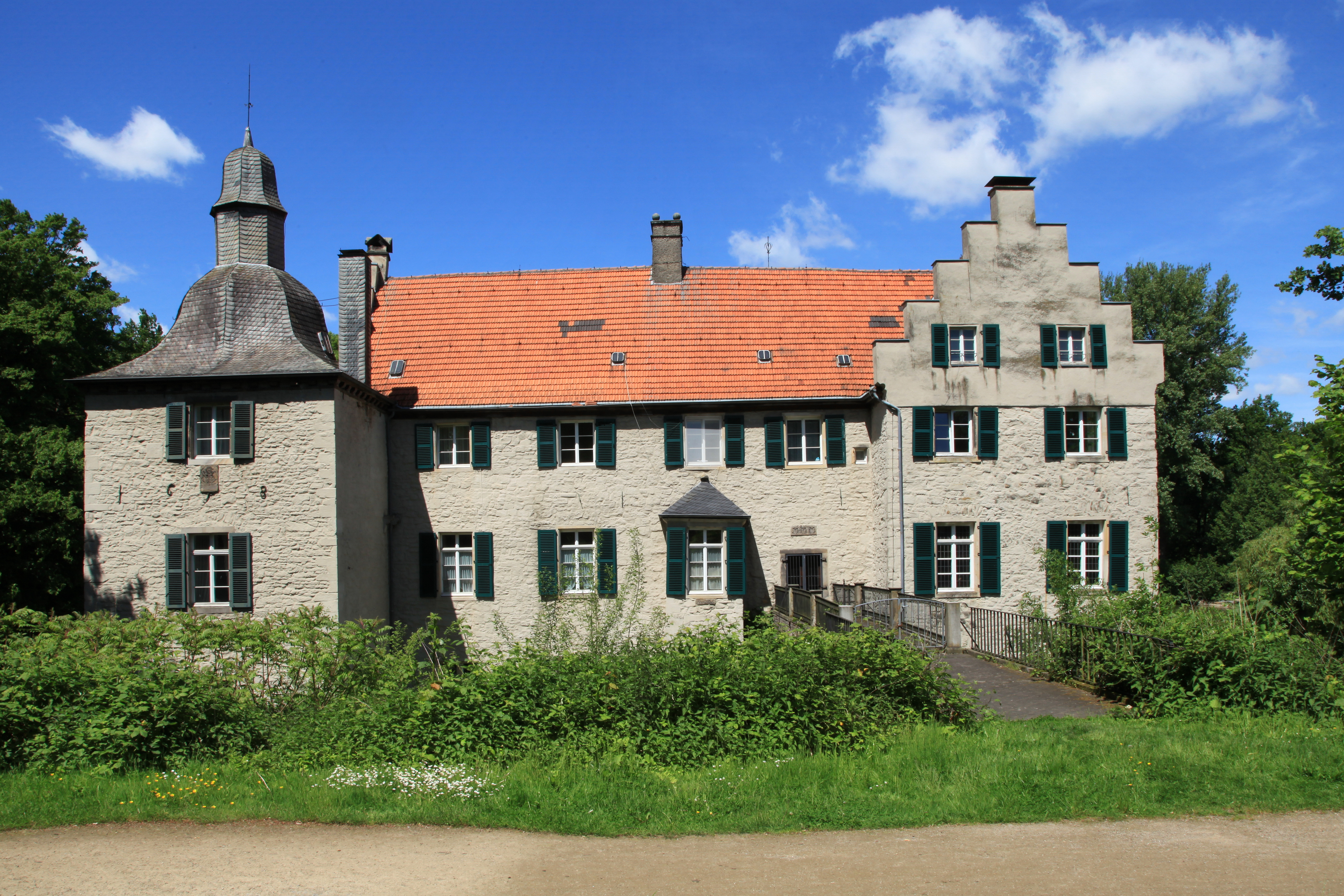
Herrenhaus, Südansicht

An der Südwest-Ecke steht ein quadratischer Eckturm mit schiefergedeckter Welscher Haube. Seine Maueranker in der Form der Jahreszahl 1658 dokumentieren das Jahr seiner Fertigstellung. Die an der Außenmauer befindlichen Wappen Melchiors IV. von Dellwig und seiner Frau Sybilla von und zu Gysenberg weisen das Paar als Bauherren aus. Im südlichen Winkel von Turm und Längstrakt finden sich noch die Konsolsteine eines ehemaligen Aborterkers.
Die Fassade des Herrenhauses ist sehr schlicht gehalten. Zu dem wenigen architektonischen Schmuck zählen die Eckquaderungen aus behauenem Sandstein und ein auf drei schweren Konsolen ruhender Erker aus der Zeit der Renaissance im Erdgeschoss an der Ostseite. Durch die Schlichtheit der übrigen Fassade sticht das reich dekorierte Hauptportal des Hauses besonders stark hervor. Es befindet sich an der Nordseite eines Portalturms, der im nördlichen Winkel der beiden Herrenhausflügel steht. Wie der südwestliche Eckturm auch, besitzt er ein steinernes Kranzgesims, das Balkenköpfe imitiert. Der gequaderte Eingang wird von zwei Halbsäulen auf eckigen Postamenten mit Löwenkopfreliefs flankiert. Sein rundbogiger Torbogen besitzt einen wuchtigen Schlussstein. Darüber findet sich ein figürlicher Arabesken-Fries. Er trägt eine trapezförmige Supraporte mit zwei reich verzierten Kartuschen. Die ovale von ihnen zeigt die lateinische Inschrift „Maria Elisabeth de Pallandt ex Keppel et Ham Vidua Domini Arnoldi Georgii de et in Delwig me sibi et posteris fieri perfecti. Anno 1690“ (deutsch Maria Elisabeth von Pallandt aus Keppel und Hamm, Witwe des Herrn Arnold Georg von und zu Dellwig hat mich für sich und seine Nachkommenschaft vollenden lassen. Im Jahres des Herrn 1690.) Die darüber liegende Kartusche zeigt das Allianzwappen der Familien Dellwig und Pallandt.

## Geschichte
Ein Hof Dellwig wird bereits in einer Urkunde des Kölner Erzbischof Philipp I. von Heinsberg aus dem Jahr 1179 erwähnt. 1238 fand ein Hermann von Delwig (Herimanus de Dalvic) urkundlich Erwähnung. Ob es sich bei ihm aber um den Herrn des damaligen Hauses Dellwig gehandelt hat, ist fraglich, denn zu jener Zeit existierten in Lütgendortmund zwei Familien dieses Namens. Sie wohnten beide am Dellwiger Bach und waren ab 1240 Gefolgsleute der Grafen von der Mark. Erst ab 1320 sind die Besitzerfamilie des Hauses und deren Angehörige urkundlich gesichert.
Melchior I. von Dellwig überlebte als einziger Namensträger die große Dortmunder Pestepidemie von 1513. Gemeinsam mit seiner Ehefrau, die aus der Adelsfamilie Werminghaus zum Klusenstein stammte, ließ er das mittelalterliche feste Haus in der ersten Hälfte des 16. Jahrhunderts durch ein Schloss im Stil der Renaissance ersetzen. Dabei nutzte er Fundamente und Teile des Vorgängerbaus. Ihm nachfolgende Mitglieder der Familie bekleideten hohe Ämter in der Grafschaft Mark, so war zum Beispiel sein Enkel Melchior III. bis 1582 herzoglicher Statthalter Wilhelms V. von Jülich-Kleve-Berg in Bochum. Während seiner Zeit als Burgherr brach der Dreißigjährige Krieg aus, in dessen Verlauf die Anlage durch kaiserliche Truppen unter dem Obristen Lothar Dietrich von Bönninghausen zerstört wurde.
Nach Ende des Krieges baute Melchiors Sohn Melchior IV. Haus Dellwig nicht nur wieder auf, sondern ließ es auch um einen quadratischen Turm an der Südwest-Ecke erweitern. Sein Sohn Arnold Georg und dessen Frau Maria Elisabeth von Pallandt führten den Bau weiter fort und ließen bis 1690 einen Innenausbau im Stil des Barocks vornehmen. Der Sohn des Paars, Adolph Christoph von Dellwig, ließ schließlich in der Zeit von 1700 bis 1703 die heutigen Vorburggebäude errichten. Er war jahrelang Direktor der Märkischen Ritterschaft und heiratete 1708 Katharina Sybilla Baer zu Bernau, die das benachbarte Haus Holte mit in die Ehe brachte.
Ihre gemeinsame Tochter Anna Maria Sophia heiratete 1727 den Freiherrn Wilhelm von Droste-Erwitte und brachte ihm den Besitz zu. Seine Familie blieb für drei Generationen auf Dellwig ansässig, ehe Engelbert von Droste-Erwitte 1792 kinderlos starb und das Anwesen testamentarisch seinem Vetter, dem kurkölnischen Kammerherrn Friedrich von Hoerde zu Schwarzenraben und Störmede, vermachte. Dessen Nachfahr Engelbert verkaufte Haus Dellwig 1816 an Carl Theodor von Rump zu Crange, der dabei nicht nur Land- und Immobilienbesitz, sondern auch eine Hypothekenschuld in Höhe von 34.000 Reichstalern übernahm. Schon sein Sohn Carl Alexander scheint wieder ohne wirtschaftliche Schwierigkeiten gewesen zu sein, denn er ließ auf Dellwig diverse Veränderungen vornehmen, zum Beispiel das Ersetzen der Zugbrücke durch feste Steinkonstruktionen sowie die Umwandlung des Nutzgartens südlich des Herrenhauses zu einem Englischen Landschaftsgarten. Carl Alexander starb 1883 noch vor seiner Mutter, und so vermachte Carl Theodors Witwe Walburga von Schade zu Ahausen Haus Dellwig ihrer ältesten Tochter Anna, die seit 1862 mit Friedrich von Landsberg, Velen und Gemen verheiratet war. Durch sie kam der Besitz an seine Familie.
Derweil war die Bausubstanz des Hauses durch den Betrieb der nahe gelegene Zeche Zollern-Germania und den damit einhergehenden Bergschäden stark gefährdet. Um einen Einsturz des Hauptgebäudes zu vermeiden, musste das Herrenhaus durch massive Strebepfeiler gestützt werden. Reichsfreiherr Ignatz von Landsberg-Velen verkaufte Haus Dellwig mit den beiden dazugehörigen Wassermühlen und Haus Holte 1904 für eine Million Reichsmark an die Gelsenkirchener Bergwerks-AG. Er selbst zog nach Schloss Ahausen in der sauerländischen Gemeinde Finnentrop und nahm das wertvollste bewegliche Inventar mit sich. Dazu zählte unter anderem ein dreiteiliges Altarbild aus dem 16. Jahrhundert aus der ab 1797 verbürgten Hauskapelle im Westflügel der Vorburg.
Im Zweiten Weltkrieg durch zwei Bombentreffer schwer beschädigt, stellte die Eigentümergesellschaft die Anlage nach Kriegsende wieder her. Seit 1978 ist sie Eigentum der Stadt Dortmund, welche die Gebäude ab 1986 in mehreren Abschnitten sanierte. Heute sind der West- und der Nordflügel der Vorburg an einen landwirtschaftlichen Betrieb verpachtet, dessen Eigentümer das Herrenhaus als Wohnsitz nutzt. Im Ostflügel der Vorburg ist seit 1988 das Heimatmuseum Lütgendortmund untergebracht, das seit seiner Eröffnung allmählich zu seiner heutigen Größe mit einer Ausstellungsfläche in sechs Räumen heranwuchs. Die Exponate stammen mehrheitlich aus der ersten Hälfte des 20. Jahrhunderts und sind Gegenstände aus Handwerk, Landwirtschaft, Arbeiterwelt und Haushalt jener Zeit. Weitere Ausstellungsstücke befassen sich mit dem Thema Bergbau sowie der Heimatgeschichte Lütgendortmunds, darunter auch das Vereinsleben des Orts. Das Museum ist von April bis Oktober immer sonn- und feiertags geöffnet.